# Bitwa na wyspie Fanfa
Bitwa na wyspie Fanfa (znana także jako zdrada na wyspie Fanfa) – jedno z pierwszych starć zbrojnych mające miejsce podczas Powstania Farrapos pomiędzy nowo-proklamowaną Republiką Rio-Grandense pod dowództwem Bento Gonçalvesa da Silvy a siłami Cesarstwa Brazylii pod dowództwem Bento Manuela Ribeiry. Starcie miało miejsce w dniach 3–4 października 1836 roku.

## Przyczyny
Na wieść o proklamowaniu Republiki Rio-Grandense bezpośrednio po bitwie o Arroio Seival, Bento Gonçalves da Silva wraz ze swoim oddziałem postanowił przeprawić się przez rzekę Rio Jacuí aby połączyć się z siłami dowodzonymi przez Antônia de Sousa Neto. Ze względu na wysoki poziom rzeki postanowił przeprawić się na wyspie Fanfa, na terenie dzisiejszej miejscowości Triunfo. Wojska cesarskie pod dowództwem Bento Manuela Ribeiry postanowiły zagrodzić drogę powstańcom i dostały się na wyspę Fanfa. W tym czasie baron i wicehrabia Rio Grande, José de Araújo Ribeiro zaalarmowany przez Bento Manuela Ribeirę wysłał flotę dowodzoną przez angielskiego najemnika Johna Pascoe Grenfella w sile 18 okrętów wojennych, szkunerów i kanonierek aby strzec południowej strony wyspy.

## Przebieg
W dniu 3 października 1836 roku doszło do starcia na wyspie Fanfa pomiędzy siłami cesarskimi a powstańcami. Opór rebeliantów szybko został złamany. Ponadto dowódcy powstańców spodziewali się lądowania dodatkowych oddziałów cesarskich na południu wyspy, którymi dowodził Domingos Crescêncio de Carvalho. Rebelianci postanowili uciekać na północ wyspy jednak szybko złożyli kapitulację. Nocą z 3 na 4 października wynegocjowano umowę zgodnie z którą powstańcy złożą broń i będą mogli wrócić do swoich domów. Rankiem 4 października kapitulacja została sformalizowana, jednak część rebeliantów zaczęła wrzucać broń do rzeki zamiast dostarczać ją dowódcom brazylijskim. Na wyspę dotarł Domingos Crescêncio de Carvalho łodzią dowodzoną przez Johna Pascoe Grenfella, rozkazał natychmiast aresztować "łachmaniarzy" (jak nazywano powstańców), nieprzygotowanych i bezbronnych, jednocześnie nie akceptując wcześniejszej umowy o kapitulacji. Do niewoli dostali się: Bento Gonçalves da Silva, Tito Lívio Zambeccari, Pedro Boticário de Almeida, José de Almeida Corte Real, Onofre Pires da Silveira Canto oraz José de Paiva Magalhães Calvet. Z powodu niewywiązania się z wcześniejszych ustaleń dotyczących kapitulacji bitwa ta nazywana jest także jako zdrada na wyspie Fanfa.

## Konsekwencje
Była to konfrontacja, w której wzięli udział doświadczeni dowódcy walczący ramię w ramię także podczas wojny brazylijsko-argentyńskiej (1825–1828). Dowódca cesarski Bento Manuel Ribeiro po zdradzie jaką wykonał Domingos Crescêncio de Carvalho postanowił dołączyć do powstańców, mimo początkowych podejrzeń o szpiegostwo został mianowany jednym z generałów republiki. Mimo aresztowania wielu dowódców i polityków nowo powstałej republiki, Antônio de Sousa Neto dalej kontynuował walkę przeciwko cesarstwu. W 1837 roku powołano nowego przywódcę Rio-Grandense, którym został dotychczasowy wiceprezydent José Gomes de Vasconcelos Jardim.